# 培生英語國際證書
培生英語國際證書（舊稱PTE通用英語考試、倫敦英語考試）是一個英語能力測試，由培生集團提供。
該考試主要測試考生的溝通、使用英語生字、聆聽、英語文法等能力範疇，因此在考試中會設有閱讀理解、寫作、聆聽以及口試四個部分。
考試以六個級別進行，並與歐洲共同語言參考標準（Common European Framework of Reference for Languages）互相對接。

## 考試程度
倫敦英語考試由筆試和口試兩個部份組成。筆試測試學生的聆聽、閱讀理解和寫作技巧，並由英國的其他英語考官評核。口試由受過訓練的本地考官評核，然後被寄到英國審閱。
| 溝通級別程度                  | 倫敦英語考試 / 共同歐洲架構 | 考試時限    |
| ----------------------------- | --------------------------- | ----------- |
| 基礎（Foundation）            | Level A1 / A1               | 1小時15分鐘 |
| 初級（Elementary）            | Level 1 / A2                | 1小時半     |
| 中級 （Intermediate）         | Level 2 / B1                | 1小時半     |
| 高中級 （Upper Intermediate） | Level 3 / B2                | 2小時       |
| 高級 （Advanced ）            | Level 4 / C1                | 2小時半     |
| 研究級 （Proficient）         | Level 5 / C2                | 2小時55分鐘 |

## 歷史
倫敦英語考試原先由倫敦大學學院考試局（University of London Schools Examination Board）在1982年創辦。學院考試局在1996年和商業與技術教育委員會（Business & Technological Council, BTEC）合併成為愛德思（Edexcel），是英國其中一個最大的學術和職業資格考試團體。愛德思現今屬培生集團旗下，並與培生語文評核聯手，提供倫敦英語考試和倫敦小學生英語考試。

## 試卷防偽技術
培生發展了網上計分系統、ePEN、網上測試服務中心系統、Edexcel Online以確保應考生是個人的成績及應考。

## 國際認可
倫敦英語考試的第四級考試和五級考試獲得英國的大學和多個國際機構認可為入學或入職資格。 

## 應考日期
應考期是為5月、6月、8月、11月以及12月。此外在其他國家及地區也會有其他的應考期。在香港，由考試及評核局代辦；在澳門則由粵華英文中學為主代辦。

## 合作夥伴
2011年，與IMCPI（國際漢語推廣協會）建立合作關係，將IMCPI作為其全球唯一的國際漢語教師標準提供商，并在Edexcel全球112個國家的合作院校和考試機構中逐步推廣。

## 外部連結
- 倫敦英語考試（香港及澳門地區）*
- 倫敦英語考試
- 培生語文（页面存档备份，存于）
- 愛德思（Edexcel）